# Johannes Krell (Dokumentarfilmer)
Johannes Krell (geboren 17. September 1982 in Halle (Saale)) ist ein deutscher Dokumentarfilmer (Regie, Drehbuch, Kamera, Schnitt) und Sounddesigner.

## Leben
Krell studierte audiovisuelle Medien/Kamera an der Beuth Hochschule für Technik Berlin. Er arbeitet seit 2008 freiberuflich als Kameramann, Filmeditor und Sounddesigner. Sein postgraduales Studium „Mediale Künste“ an der Kunsthochschule für Medien Köln schloss er 2018 ab. Als Teilnehmer des Kurzfilm-Wettbewerbs der Berlinale gewann er zusammen mit Florian Fischer den Goldenen Bären für den Besten Kurzfilm 2019.

## Filmografie
- 2019: (zusammen mit Florian Fischer) Umbra, Kurzfilm 20 Min., Welturaufführung beim Berlinale-Wettbewerb (Regie, Drehbuch, Kamera, Schnitt), Koproduktion mit der Kunsthochschule für Medien Köln
- 2016: (zusammen mit Florian Fischer) Kaltes Tal, Kurz-Dokumentarfilm 15 Min., Uraufführung am 18. Oktober 2016, Internationales Kurzfilm-Festival Nizza (Regie, Drehbuch, Kamera, Visuelle Effekte, Schnitt, Ton)
- 2014: (zusammen mit Florian Fischer) Still Life, Kurz-Experimentalfilm 20 Min., Uraufführung April 2014 Toronto Hot Docs Canadian International Documentary Festival (Regie, Produzent, Kamera, Schnitt)

## Auszeichnungen
- 2019 (zusammen mit Florian Fischer) Goldener Bär Bester Kurzfilm für Umbra
- 2017 (zusammen mit Florian Fischer) Jurypreis und Publikumspreis Rubrik „Experimental“ bei Kurzsuechtig - Mitteldeutsches Kurzfilmfestival Leipzig für Kaltes Tal
- 2016 (zusammen mit Florian Fischer) Deutscher Kurzfilmpreis in Gold in der Kategorie Dokumentarfilm für Kaltes Tal[3]
- 2014 (zusammen mit Florian Fischer) Nominierung zum Jurypreis beim Hamburg International Short Film Festival für Still Life[4]

## Belege
1. ↑  Kurzbiografie Florian Fischer, abgerufen am 18. Dezember 2019
2. ↑  Goldener Bär für den Besten Kurzfilm: Umbra - die Regisseure Johannes Krell und Florian Fischer, Berlinale-Jahresarchiv 2019, abgerufen am 18. Dezember 2019
3. ↑  Deutscher Kurzfilmpreis 2016 verliehen, filmportal.de vom 18. November 2016, abgerufen am 18. Dezember 2019
4. ↑  Awards and Nominations, IMDb, abgerufen am 18. Dezember 2019

| Personendaten    | Personendaten                                            |
| ---------------- | -------------------------------------------------------- |
| NAME             | Krell, Johannes                                          |
| KURZBESCHREIBUNG | deutscher Dokumentarfilmer, Kameramann und Sounddesigner |
| GEBURTSDATUM     | 17. September 1982                                       |
| GEBURTSORT       | Halle (Saale)                                            |